# Tuyère Kort
Pour des articles plus généraux, voir tuyère et Hélice (navire).
 (septembre 2024).
Si vous disposez d'ouvrages ou d'articles de référence ou si vous connaissez des sites web de qualité traitant du thème abordé ici, merci de compléter l'article en donnant les références utiles à sa vérifiabilité et en les liant à la section « Notes et références ».

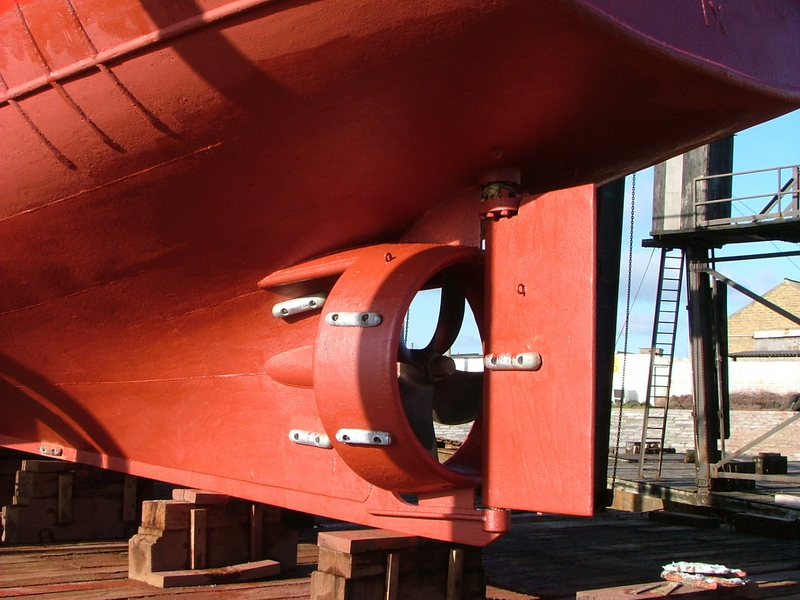
Une tuyère Kort montée à l'arrière d'un remorqueur.

Une tuyère Kort est un type de tuyère pour hélice de bateau, conçues pour accélérer le flux d'eau autour de l'hélice, et ainsi d'augmenter la poussée générée par l'hélice. Ces tuyères sont installées sur les hélices de faible diamètre (par exemple, sur les navires devant opérer par faibles fonds), et sur les hélices devant développer une forte traction (par exemple sur les remorqueurs et chalutiers). Ces tuyères ont été développées par Luigi Stipa (1931) et Ludwig Kort (1934).
Leurs avantages incluent non seulement une poussée plus forte, mais aussi une plus grande stabilité longitudinale et une vulnérabilité réduite aux débris et aux roches, par exemple sur les brise-glaces.
Il existe aussi des tuyères dites « de discrétion », qui décélèrent le flux d'eau afin de limiter la cavitation et donc le bruit ; on les trouve principalement sur les sous-marins, mais il ne s'agit pas de tuyères Kort à proprement parler.

## Fonctionnement

Un profil NACA 4415

Circulation autour d'une tuyère Kort : dT = Poussée, dL = Portance, pu = pression négative, po = pression positive.

La plupart des tuyères Kort utilisent une forme connue, comme les foils de série NACA (notamment le NACA 4415) et les séries MARIN 19A et 37, qui (à l'inverse des NACA) possèdent un bord de fuite arrondi, plus facile à fabriquer et permettant la marche arrière. On retrouve souvent les mêmes types d'hélice dans les tuyères Kort, notamment les Wageningen série B et les Kaplan, aux extrémités plus larges.
La forme de la tuyère crée une différence de pression, de la même manière qu'une aile d'avion : à l'intérieur de la tuyère, la vitesse augmente et la pression diminue (et inversement à l'extérieur) : si ce phénomène diminue la poussée et le couple de l'hélice, il crée aussi une circulation d'eau, résultant en une portance (voir schéma ci-contre). La portance peut être décomposée en deux forces : une composante dirigée vers l'intérieur, et s'annulant puisque la tuyère est circulaire ; et une composante dirigée vers l'avant, qui procure donc un supplément de poussée. Ce supplément compense largement la perte sur l'hélice elle-même. 
La tuyère Kort a des effets secondaires :
- L'espace étroit laissé entre l'extrémité des pales de l'hélice et la tuyère diminue considérablement les tourbillons marginaux et la traînée qui en résulte.
- La tuyère ajoute de la traînée à la coque, et au fur et à mesure que la vitesse augmente, la traînée finit par devenir plus importante que le supplément de poussée. Les navires devant opérer à plus de dix nœuds ne possèdent donc généralement pas de tuyère.